# 圖拉真橋

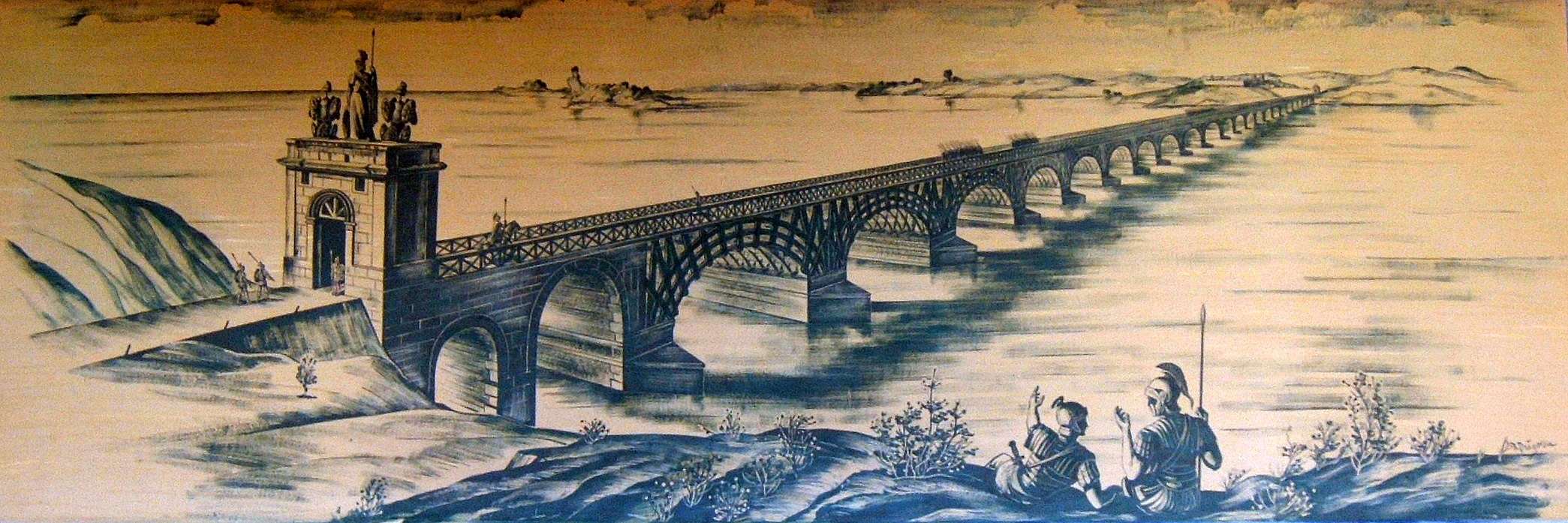
圖拉真橋想像圖

圖拉真橋（羅馬尼亞語：Podul lui Traian）是羅馬橋樑之一，也是第一座修建在多瑙河下游的橋樑。圖拉真橋是羅馬建築最偉大的成就之一。雖然圖拉真橋僅有165年的歷史，但在長達超過1,000年的時間內都是世界最長和橋拱跨度最大的橋。

## 外部連結
- Trajan's Bridge - 3D Animation （页面存档备份，存于）
- Danube Virtual Museum: Trajan’s Road – Trajan’s Canal- Trajan’s Bridge （页面存档备份，存于）
- Lost in the Danube - Trajan's Road （页面存档备份，存于）
- Structurae数据库中Bridge of Apollodorus over the Danube的数据
- Romans Rise from the Waters – Excavations
- Trajan's bridge near Kladovo （页面存档备份，存于） (Serbian)
- Gallery 2003 （页面存档备份，存于）
- Gallery 2005 （页面存档备份，存于）